# Daffney (catch)
Pour les articles homonymes, voir Spruill.
Shannon Claire Spruill, née le 17 juillet 1975 à Wiesbaden (Allemagne de l'Ouest) et morte le 1er septembre 2021 à Norcross (États-Unis), plus connue sous le nom de ring de Daffney, est une catcheuse américaine. 
Elle commence sa carrière en 1999 à la World Championship Wrestling comme valet de David Flair et Crowbar. Elle y remporte une fois le championnat du monde poids lourd légers de la WCW avant son renvoi début 2001. Elle continue sa carrière dans diverses fédérations avant de signer un contrat avec la World Wrestling Entertainment (WWE) à l'été 2003 avant que la WWE ne mette fin à son contrat en décembre. 

## Biographie

### Jeunesse
Shannon Claire Spruill est une fille de militaire, son père est lieutenant-colonel dans l'U.S. Air Force jusqu'à sa retraite en 1987. Elle grandit dans des bases militaires à l'étranger puis sa famille s'installe à Atlanta. Elle fait de la gymnastique et du football et est gardienne de but de l'équipe de son lycée. Elle étudie à l'université d'État de Géorgie où elle obtient un bachelor en arts et en production audiovisuelle. Elle commence par travailler dans une société de  production audiovisuelle avant de faire des castings comme actrice.

### Carrière de catcheuse

#### World Championship Wrestling(1999-2001)
En novembre 1999, la World Championship Wrestling (WCW) organise un concours pour recruter de nouveaux talents. Elle remporte ce concours et s'entraîne au WCW Power Plant auprès de Malia Hosaka et de Leilani Kai. L'équipe créative lui propose d'incarner Daffney Unger, une valet dont le gimmick s'inspire du personnage de Mallory Wilson Knox dans le film Tueurs nés. Elle apparaît pour la première fois le 6 décembre 1999 où elle incarne une fan qui au cours d'une fête dit que David Flair est cool. Fin décembre, elle devient la valet et petite amie de David Flair et de son allié Crowbar.
Le 15 mai 2000, elle fait équipe avec Crowbar et ils remportent ensemble le championnat du monde poids lourd légers de la WCW après leur victoire face à Chris Candido et Tammy Lynn Sytch.Ils se proclament tous deux champion et la WCW organise la semaine suivante un combat les opposant que remporte Daffney grâce à l'intervention de Candido en fin de match. Son règne prend fin le 7 juin à Thunder après sa défaite face à Lt. Loco et Disco Inferno. Au cours de ce combat, Miss Hancock intervient en faveur de Lt. Loco et une rivalité se met en place entre les deux femmes. De plus, David Flair trompe Daffney avec Miss Hancock qui tombe enceinte,. Elles s'affrontent le 9 juillet à Bash at the Beach dans un Wedding Gown match qui se termine quand Daffney interrompt un strip-tease de sa rivale en lui jetant une part de gâteau de mariage. Elle reste à la WCW jusqu'en février 2001 où la fédération met fin à son contrat.

#### Diverses fédérations (2001-2009)
Après son départ de la World Championship Wrestling, Spruill rejoint la Turnbuckle Championship Wrestling où elle continue son apprentissage. En plus de lutter dans cette fédération, elle apparaît ponctuellement à la Total Nonstop Action Wrestling (TNA) le 26 juin 2002 et participe à une bataille royale remporté par Taylor Vaughan.
En 2003, elle est la valet de CM Punk à la Ring of Honor sous le nom de Lucy ou Lucy Fur puis elle signe un contrat avec la World Wrestling Entertainment (WWE) à l'été,. Elle passe six mois à l'Ohio Valley Wrestling, le club-école de la WWE avant que la WWE décide de mettre fin à son contrat en décembre.
Après son renvoi de la WWE, elle décide d'arrêter sa carrière et vend ses bottes de catch à Mickie James. Elle devient entraîneur personnel en Géorgie,. En 2005, elle rencontre les valets Francine (en) et Missy Hyatt (en) qui lui proposent de faire une séance photo pour leur entreprise. Peu après cette séance photo, Spruill décide de reprendre sa carrière de valet et catcheuse dans des petites fédérations. Elle lutte notamment à la Women’s Extreme Wrestling sous le nom de Lucy Fur.
En 2006, elle rencontre Robert Fuller qui l'aide à se faire booker dans des fédérations de l'Alabama. Elle ajoute à son palmarès le championnat d'Alabama poids lourd junior de la National Wrestling Alliance Wrestle Birmingham le 2 juin après sa victoire face à El Mexicano. Son règne prend fin après sa défaite face à Mike Jackson le 6 juillet 2007.

### Mort
Le 1er septembre 2021, Shannon Spruill publie sur son compte Instagram un chat vidéo où elle parle d'encéphalopathie traumatique chronique et des commotions cérébrales qui ont mis fin à sa carrière de catcheuse. Au cours de ce chat, elle reçoit de nombreux messages de soutien d'anonymes ainsi que de catcheurs et certains de ses amis essaient de l'appeler. Elle termine cette vidéo en disant : « Je ne veux plus parler. Je veux aller dormir et ne plus jamais me réveiller. ». Après ce chat, sa famille apprend qu'elle a l'intention de mettre fin à ses jours. Le shérif du comté de Gwinnett retrouve Spruill chez elle morte après qu'elle s'est suicidée en se tirant dans le torse.

## Palmarès
- Alabama Pro Wrestling Hall of Fame
  - Membre du Hall of Fame (promotion 2018)[21]
- Anarchy Championship Wrestling (ACW)
  - 1 fois championne américaine des joshi de l'ACW[22]
- National Wrestling Alliance Wrestle Birmingham (NWA Birmingham)
  - 1 fois championne d'Alabama poids lourd junior de la NWA[18]

- World Championship Wrestling (WCW)
  - 1 fois championne du monde des poids lourd légers de la WCW[23]

## Récompenses des magazines
- Pro Wrestling Illustrated

| Année | 2008 | 2009 | 2010 |
| ----- | ---- | ---- | ---- |
| Rang  | 49   | 18   | 19   |